# Franciszek Dachtera

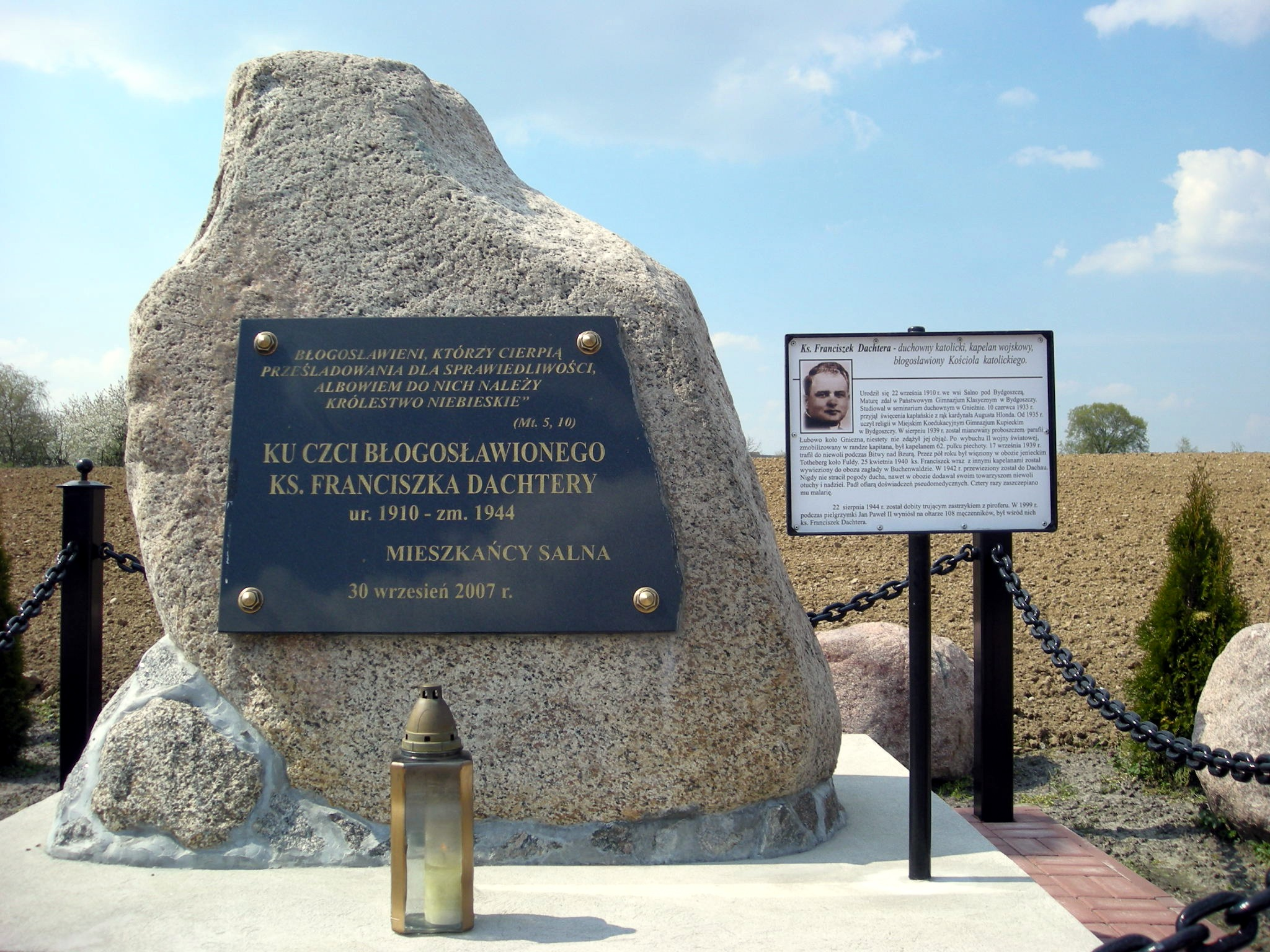
Tablica ku czci błogosławionego
ks. Franciszka Dachtery w Salnie

Franciszek Dachtera (ur. 22 września 1910 we wsi Salno pod Bydgoszczą, zm. 22 sierpnia 1944 (23 sierpnia 1942) w obozie koncentracyjnym Dachau) – błogosławiony Kościoła katolickiego, męczennik II wojny światowej, polski duchowny katolicki, kapelan rezerwy Wojska Polskiego.

## Życiorys
Był synem Leona – nauczyciela i Hilarii z Karnowskich. Do szkoły powszechnej uczęszczał w Wierzchucinie Królewskim, dokąd przeniesiono jego ojca. Od 1920 r. uczył się w Wyższej Szkole Chłopców (potem Wydziałowej) w Koronowie, a ponadto prywatnie języka łacińskiego u księdza Żelaznego, wikariusza parafii koronowskiej. Od 1922 r. uczęszczał do Państwowego Gimnazjum Klasycznego w Bydgoszczy. Czynny był w harcerstwie, należał do koła abstynentów oraz organizacji „Filomaci”. Egzamin dojrzałości zdał 14 maja 1928. Po miesiącu zgłosił się do Seminarium Duchownego w Gnieźnie.
10 czerwca 1933 r. przyjął święcenia kapłańskie z rąk kardynała Augusta Hlonda. Mszę św. prymicyjną odprawił 12 czerwca 1933 r. w swoim kościele parafialnym pw. Najświętszego Serca Pana Jezusa w Bydgoszczy. 1 lipca 1933 r. rozpoczął pracę jako wikariusz w parafii pw. Najświętszej Maryi Panny w Inowrocławiu.
We wrześniu 1935 r. ks. Franciszek Dachtera został nauczycielem religii w Miejskim Gimnazjum Kupieckim w Bydgoszczy, a ponadto uczył religii w bydgoskiej Publicznej Szkole Dokształcającej Zawodowej Nr 1 (do 1938 r.). Jednocześnie przygotowywał się do egzaminu prefektowskiego przewidzianego dla księży nauczających w szkołach średnich. Napisał podręcznik „Nauka wiary” dla szkół tego typu. We wrześniu 1937 r. podjął studia z zakresu historii Kościoła w Uniwersytecie Jana Kazimierza we Lwowie i ukończył je w czerwcu 1939, uzyskując stopień magistra teologii. Opracował „Historię parafii bydgoskiej do r. 1772”, pozostającą w rękopisie w zbiorach Wojewódzkiej i Miejskiej Biblioteki Publicznej w Bydgoszczy.
W sierpniu 1939 r. został mianowany administratorem wiejskiej parafii Łubowo pod Gnieznem. Wybuch II wojny światowej uniemożliwił jednak objęcie tego stanowiska. 
W sierpniu 1939 został zmobilizowany do 62 Pułku Piechoty Wielkopolskiej w Bydgoszczy na stanowisko kapelana. W szeregach tego oddziału walczył w kampanii wrześniowej. 17 września 1939 r. podczas bitwy nad Bzurą dostał się do niemieckiej niewoli. Od 10 grudnia 1939 przebywał w Oflagu IX C Rotenburg (jeniec nr 176). 
W kwietniu 1940 został pozbawiony statusu jeńca wojennego i wywieziony do obozu koncentracyjnego, najpierw do Buchenwaldu (25 kwietnia 1940), a potem, od 7 lipca 1942 r. do obozu w Dachau. Tam otrzymał numer więźnia 31199. Podczas pobytu w obozie koncentracyjnym więźniowie nazywali go „Cherubinkiem'” z uwagi na pogodny wygląd oraz równowagę duchową mimo wyniszczającej pracy, głodu i szykan. W grudniu 1942 r. został wyselekcjonowany na tzw. doświadczenia medyczne, którymi kierował z dużym okrucieństwem prof. Klaus Schilling. Stację doświadczalną opuścił zarażony malarią i niewyleczony (żółtaczka, znacznie uszkodzona wątroba i śledziona). Ciężko chorując i męcząc się zmarł w Dachau 22 sierpnia 1944 r. Bezpośrednią przyczyną zgonu był prawdopodobnie trujący zastrzyk z piroferu. Jego zwłoki spalono.

## Pamięć
Ks. Franciszek Dachtera otrzymał pośmiertnie kilka odznaczeń. W 1985 r. otrzymał Medal Za udział w wojnie obronnej 1939, zaś za zasługi dla harcerstwa otrzymał Srebrny Krzyż Zasługi z rozetą (marzec 1992). Jego nazwisko widnieje na kilku tablicach pamiątkowych umieszczonych w różnych miejscach dla upamiętnienia pomordowanych Polaków, m.in. w bydgoskich kościołach: Najświętszego Serca Pana Jezusa i Klarysek oraz w Salnie. W Bydgoszczy w 2016 roku nazwano nowo wybudowaną ulicę jego imieniem.

## Beatyfikacja
Dwaj współbracia, którzy przeżyli obóz w Dachau, zgłosili go samorzutnie jako kandydata na sługę Bożego, gdy ogłoszono rozpoczęcie procesu beatyfikacyjnego.
W 1999 został przez Jana Pawła II ogłoszony błogosławionym w grupie 108 Polaków, zmarłych tragicznie w czasie II wojny światowej.